# یوری هاویک
یوری هاویک (هلندی: Yoeri Havik؛ زادهٔ ۱۹ فوریهٔ ۱۹۹۱ ‏(۳۴ سال)) دوچرخه‌سوار اهل هلند است.
از باشگاه‌هایی که در آن رکاب زده‌است می‌توان به دلتا سایکلینگ روتردام اشاره کرد.